# Mugeni
Mugeni (węg. Bögöz) – wieś w Rumunii, w okręgu Harghita, w gminie Mugeni. W 2011 roku liczyła 1086 mieszkańców.